# Søndertorv (Flensborg)
Søndertorv (tysk: Südermarkt) er en centralt beliggende plads i Flensborgs indre by. Op mod torvet støder blandt andet Holmen, Angelbogade, Røde Gade og Frisergade.
Torvet er omkranset af en række historiske bygninger. På nordsiden af torvet ligger Sankt Nikolaj Kirken, som kan kaldes for byens hovedkirke. Kirken var oprindelig adskilt fra pladsen ved en række små bygninger og strædet Katsund. Bygningerne blev revet ned i 1898, og Katsundet forsvandt fra byens gadebillede. På sydsiden af torvet ligger byens fagforeningshus. Ud mod Holmen ligger indkøbscentret Flensburg Galerie. To gange om ugen danner torvet rammen om torvehandel med grøntsager, ost og fisk. I 1614 opstilledes her en rigt udsmykket springvandsbrønd, som blev ødelagt allerede i årene 1627-29, da fjendtlige tropper havde besat byen.
Lidt syd for torvet lå i middelalderen byens eneste kloster. I nærheden lå frem til 1900-tallet også to af byens middelalderlige byporte, Røde Port og Friserport.